# Wildstylez
Wildstylez, de son vrai nom Joram Metekohy, né le 7 janvier 1983, est un producteur et disc jockey néerlandais de hardstyle. Au fil de sa carrière, il compose notamment en collaboration avec d'autres artistes tels que Headhunterz, Noisecontrollers et D-Block & S-Te-Fan. Il compose son premier maxi solo intitulé Life'z A Bitch / Missin au label discographique Scantraxx Reloaded, dirigé par Headhunterz. Plus tard, les deux forment Project One, et composent un album en 2008. En 2008, Metekohy s'allie avec Headhunterz pour créer un nom de scène, Project One, qui devient par la suite un succès grâce au single intitulé Rate Reducer gratuitement téléchargeable sur la page officielle de Project One sur Facebook. Project One se popularise auprès des fans de hardstyle et jouent dans de nombreux festivals comme Defqon.1. En 2010, Wildstylez fonde son propre label qu'il nomme Digital:Age en compagnie des Noisecontrollers.

## Biographie

### 2004-2008

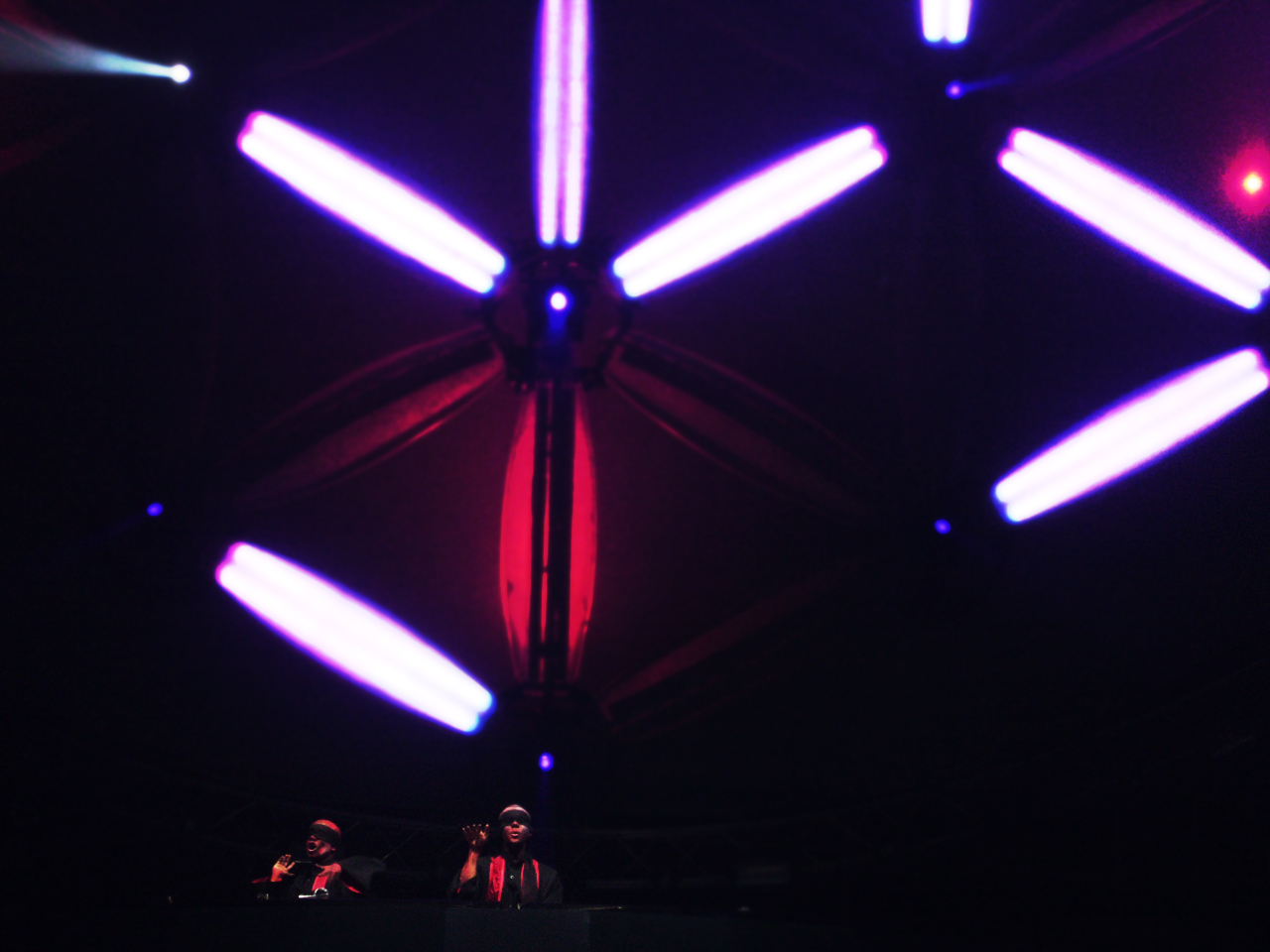
Project One à Qlimax 2008.

Joram Metekohy se lance dans la production de musique hardstyle aux côtés de Ruben Hooyer en 2004 sous le nom de Seizure. Ensemble, ils sont publiés par plusieurs labels comme Sys-X Records, Blutonium Records, Straighton Recordings et Scantraxx. En 2006, il est intronisé à Scantraxx et se lance dans des compositions aux côtés de Alpha² qui seront finalement publiées par le sous-label de Scantraxx, Paint it Black, sous le nom des Outsiders. Fin 2007, après avoir emprunté le nom de Seizure, Joram Metekohy publie son premier album solo sous le nom de Wildstylez, Life'z A Bitch / Missin, au label dirigé par Headhunterz, Scantraxx Reloaded.
2008 semble être le point culminant pour Wildstylez. Il est publié à de nombreuses reprises par le label Scantraxx et ses sous-labels comme Silver, Special et Reloaded. Il collabore également avec l'un des musiciens importants de hardstyle et également fondateur de Scantraxx Reloaded Headhunterz. Leur premier album Blame It On the Music / Project 1 au début de 2008 est un succès et les deux artistes parviennent à lancer un nouveau projet appelé Project One. Avec en moyenne une semaine pour finir une chanson, Headhunterz et Wildstylez achèvent Headhunterz & Wildstylez Present : Project One. L'album est joué en 2008 aux événements inQontrol et Defqon.1, puis publié peu après sous format CD et numériques le 25 juillet 2008 et bien accueilli par la presse spécialisée. Project One est d'ailleurs très bien accueilli par la communauté hardstyle avec des titres tels que Life Beyond Earth, The Art of Creation, The Story Unfolds, Best of Both Worlds et Fantasy or Reality, des succès lors des soirées. Une tournée Project One suit, et un album promotionnel de 6 pistes est distribué chez Scantraxx Reloaded.

### 2009-2011

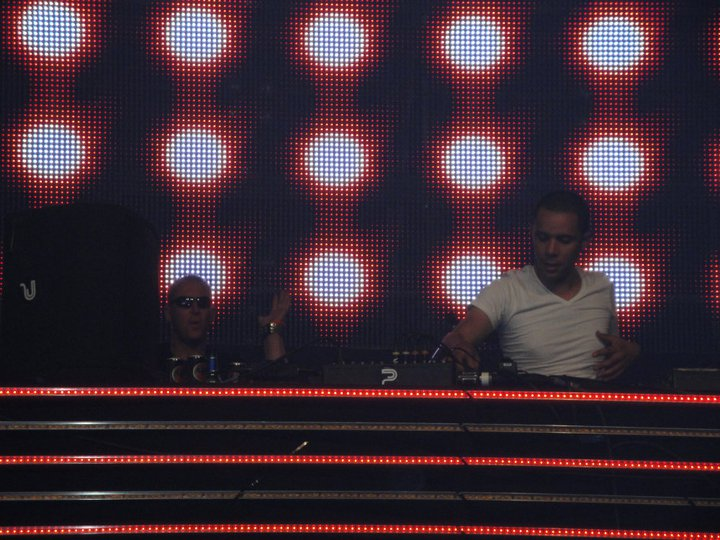
Wildstylez à l'Intents Festival, en 2011.

En 2009, Wildstylez se sépare du groupe Project One pour ainsi redéfinir, travailler et publier des albums à succès comme Muzic or Noize, Phantom Beat et Single Sound. 2009 marque également la publication d'une des chansons hardstyle les plus popularisées qu'est Tonight de Headhunterz, Wildstylez et des Noisecontrollers. En 2012, la chanson est nommée aux Hard Dance Awards 2012, et est classée, en 2013 à la seconde place du Q-dance Harder Styles Top 1000. Toujours en 2009, Wildstylez participe à la publication de l'album Qontinent 2009, bien accueilli sur Partyflock avec une note de 87 sur 100. En 2010, Wildstylez publie des chansons significatives sur plusieurs labels estampillés Scantraxx, comme A Complex Sitatuation sur Scantraxx Reloaded, l'expérimentale Feedback sur Scantraxx Silver, une collaboration avec DJ Isaac intitulée Lost in Music sur Scantraxx Special et fait une première apparition dans le label, à l'époque récemment formé, A² records. Wildstylez est également l'auteur de l'anthem No Time to Waste composé pour le festival Defqon.1. No Time to Waste s'accompagne d'un remix hardcore et d'un remix dubstyle. Un album homonyme, mixé aux côtés des musiciens Kamui et DJ Mad Dog, est commercialisé à mi-2010.
En 2010, Wildstylez quitte le label Scantraxx et établit, aux côtés des Noisecontrollers, un nouveau label hardstyle appelé Digital:Age,,. Après de nombreux années de collaborations et de remixes, Wildstylez et Noisecontrollers ressentent le besoin de quitter leur label et d'en fonder un nouveau ensemble ; comme ils l'expliquent sur leur site officiel du label : « Regardez bien autour de vous, asseyez-vous et cramponnez-vous bien lorsque vous lirez ce message car deux des plus célèbres groupes de hard dance sont prêts à combiner leur créativité et redéfinir les bases de la musique hard dance ! Wildstylez et les Noisecontrollers sont très fiers de vous annoncer qu'il est temps d'atteindre un niveau plus élevé. » 2011 assiste à la publication de deux premiers albums étiquetés Digital:Age intitulés A Different Story et Stardust. Entretemps, Wildstylez participe à la publication de l'album Defqon.1 Festival 2011. En 2012, Wildstylez produit les anthems des éditions néerlandaise et australienne de Defqon.1, le premier étant intitulé World of Madness, avec Headhunterz et les Noisecontrollers.

### Depuis 2012
En 2012, Wildstylez publie pour la dernière fois des chansons sur Digital:Age et les labels A² Records, Brennan Heart Music, Q-Dance Records, ainsi qu'une collection de chansons gratuites publiées sur les réseaux sociaux ; ces chansons gratuites incluent notamment le titre remixée par Wildstylez, Wild Ones de David Guetta. Sa chanson publiée en 2012 avec le chanteur Niels Geusebroek, intitulée Year of Summer, fait connaître Wildstylez auprès du grand public aux Pays-Bas ; la chanson est certifiée disque de platine et est longuement diffusée par les radios locales. 2012 est également l'année durant laquelle il fait paraître la chanson Lose My Mind, une collaboration avec Brennan Heart, la vidéo étant la plus regardée sur son compte YouTube avec plus 9 millions de vues. Au début de 2013, le manager de Scantraxx, Rudy Peters, confirme le départ de Wildstylez après cinq années au label.
En janvier 2015, Wildstylez participe au Dancefair d'Amsterdam. En 2017, il remixe le morceau psytrance Great Spirit d'Armin van Buuren et Vini Vici. À la fin de la même année, il compose Temple of Light, hymne officiel de l'édition 2017 de Qlimax. En avril 2018, il clôt le festival La Folie Varadaise près de Nantes (France).